# لطر
لُطْر (الاسم العلمي: Symplocos)، جنس نباتات مُزهرة من رتبة الخلنجيات. يحتوي على حوالي 300 نوع موزعة في آسيا والأمريكتين. العديد من أنواعه تنمو في المناطق المدارية الرطبة. يعتبر هذا الجنس في بعض الأحيان جنسًا وحيدًا في فصيلة اللطريات. تتكون النباتات في هذه الفصيلة من شجيرات وأشجار ذات زهور بيضاء أو صفراء.